# Primer ministre de Niue
El primer ministre de Niue és el cap de govern de Niue. Són elegits per l'Assemblea de Niue, i forma un gabinet juntament amb tres altres membres de l'Assemblea.
Sir Robert Rex va ser reelegit contínuament cada tres anys des de la creació de l'estat associat a Niue el 1974 fins a la seva mort el 1992.

## Llista de primers ministres de Niue
;Llegenda
      Partit del Poble de Niue
      Independent
| No. | Retrat | Nom (any de naixement–mort)      | Mandat                 | Mandat                   | Mandat            | Afiliació política                 | Afiliació política                 | Elegit              | Ref.  |
| No. | Retrat | Nom (any de naixement–mort)      | Presa de possessió     | Abandonament del càrrec  | Temps al càrrec   | Afiliació política                 | Afiliació política                 | Elegit              | Ref.  |
| --- | ------ | -------------------------------- | ---------------------- | ------------------------ | ----------------- | ---------------------------------- | ---------------------------------- | ------------------- | ----- |
| 1   |        | Sir Robert Rex (1909–1992)       | 19 d'octubre de 1974   | 12 de desembre de 1992 † | 18 anys, 54 dies  |                                    | Independent (1974–87)              | 1975 1978 1981 1984 |       |
| 1   |        | Sir Robert Rex (1909–1992)       | 19 d'octubre de 1974   | 12 de desembre de 1992 † | 18 anys, 54 dies  | Partit del Poble de Niue (1987–92) | 1987 1990                          |                     |       |
| 2   |        | Young Vivian (nascut el 1935)    | 12 de desembre de 1992 | 9 de març de 1993        | 87 dies           |                                    | Partit del Poble de Niue           | –                   |       |
| 3   |        | Frank Lui (1935–2021)            | 9 de març de 1993      | 26 de març de 1999       | 6 anys, 17 dies   |                                    | Independent                        | 1993 1996           |       |
| 4   |        | Sani Lakatani (nascut el 1936)   | 26 de març de 1999     | 1 de maig de 2002        | 3 anys, 36 dies   |                                    | Partit del Poble de Niue           | 1999                |       |
| (2) |        | Young Vivian (nascut el 1935)    | 1 de maig de 2002      | 19 de juny de 2008       | 6 anys, 49 dies   |                                    | Partit del Poble de Niue (2002–03) | 2002                |       |
| (2) |        | Young Vivian (nascut el 1935)    | 1 de maig de 2002      | 19 de juny de 2008       | 6 anys, 49 dies   | Independent (2003–08)              | 2005                               |                     |       |
| 5   |        | Sir Toke Talagi (1951–2020)      | 19 de juny de 2008     | 11 de juny de 2020       | 11 anys, 358 dies |                                    | Independent                        | 2008 2011 2014 2017 | [ 2 ] |
| 6   |        | Dalton Tagelagi (nascut el 1968) | 11 de juny de 2020     | en el càrrec             | 4 anys, 71 dies   |                                    | Independent                        | 2020 2023           | [ 3 ] |